# سومپو هلدینگ
سومپو هلدینگ (انگلیسی: Sompo Japan Nipponkoa Insurance) شرکت بیمه ژاپنی است، که در سال ۱۸۸۷ تأسیس شد.